# 卡尔代托
卡尔代托（義大利語：Cardeto），是意大利雷焦卡拉布里亞廣域市的一个市镇。总面积36平方公里，人口1943人，人口密度54.0人/平方公里（2009年）。ISTAT代码为080022。